# 奧列布河
奧列布河（烏克蘭語：Ореб），是烏克蘭的河流，位於該國西部利沃夫州，屬於德涅斯特河的右支流，發源自布拉日夫以北，河道全長14公里，流域面積34.5平方公里。